# Australaena zimmermani
Australaena zimmermani là một loài nhện trong họ Anyphaenidae.
Loài này thuộc chi Australaena. Australaena zimmermani được Lucien Berland miêu tả năm 1942.